# ポタロ＝シパルニ州
ポタロ＝シパルニ州（英語: Potaro-Siparuni）あるいは第8州（Region）はガイアナの州のひとつ。州都はマディア。1980年に設置された。人口は11,077人（2012年国勢調査）。
観光名所としてカイエトゥール滝、ポタロ川、シパルニ川がある。
エセキボ川以西の大部分はベネズエラが領有権を主張している（グアヤナエセキバ）。

## 隣接州
- クユニ＝マザルニ州
- アッパー・デメララ＝ベルビセ州
- 東ベルビセ＝コレンティネ州
- アッパー・タクトゥ＝アッパー・エセキボ州
- ロライマ州

## 人口
人口値は国勢調査の結果に基づく。
- 2012年 : 11,077人
- 2002年 : 10,095人
- 1991年 : 5,615人
- 1980年 : 4,485人

## コミュニティ
- Arnik Village
- Campbelltown
- Itabac
- Kamana Village
- Kanapang Village
- Kato (Kato Village, Karto)
- Kopinang Mission
- マディア
- Micobie
- Monkey Mountain
- Orinduik
- Paramakatoi (Paramahatoi)
- Potaro Landing
- Taruka
- Tumatumari
- Tumatumari Landing
- Waipa Village